# Ignatz Liehmann de Palmerode
Ignatz Liehmann de Palmerode, Ignacy Liehmann de Palmerode, Ignatz Franz Mathias Liehmann de Palmerode, Ignacy Liehmann von Palmerode, Ignaz Liehmann von Palmerode,  Ignaz Ritter Liehmann von Palmerode (ur. w 1798 w Krakowie - zm. 10 kwietnia 1876 w Wiedniu) – austro-węgierski dyplomata i urzędnik konsularny.

## Życiorys
Nosił tytuł radcy dworu (hofrath) oraz radcy ministerialnego, został uszlachcony (von Palmrode) (1842), nadano mu tytuł barona (1858); pełnił funkcję ministra-rezydenta i konsula generalnego Austrii w Krakowie (1835-1845).
W randze komisarza reprezentującego Austrię w Komisji Europejskiej (Comisia Europeană) z siedzibą w Bukareszcie, określanej współcześnie Europejską Komisją Dunaju (Comisia Europeană a Dunării) m.in. przyczynił się do ustabilizowania stosunków ówczesnych księstw rumuńskich (Wołoszczyzny i Mołdawii) (1857-1858).
W 1858 został udekorowany krzyżem komandorskim orderu Leopolda.